# Thằn lằn ngón Huỳnh
Thằn lằn ngón Huỳnh hay thạch sùng ngón Huỳnh (danh pháp: Cyrtodactylus huynhi) là loài thằn lằn trong họ Gekkonidae. Loài này được Ngo & Bauer mô tả khoa học đầu tiên năm 2008.

## Phân bố
Thằn làn ngón Huỳnh là loài đặc hữu ở núi Chứa Chan, tỉnh Đồng Nai, Việt Nam.

## Từ nguyên
Loài thằn lằn này được đanh tên để tưởng nhớ đến Dang Huy Huynh.

## Xuất bản phẩm
- Ngo & Bauer, 2008: Descriptions of two new species of Cyrtodactylus Gray 1827 (Squamata: Gekkonidae) endemic to southern Vietnam. Zootaxa, n. 1715, tr. 27-42.